# 碘酸钚(IV)
碘酸钚(IV)是一种无机化合物，化学式为Pu(IO3)4，它在540 °C以上分解为二氧化钚。它可以在硝酸钚(IV)和碘酸反应中生成，但这种方法不能得到纯净的产物；另一种制备方法是硝酸钚或氯化钚和碘酸钾及稀硝酸反应。它可以以四方晶系结晶，空间群P42/n。